# Usbán
El osbán o usbán (en árabe, عصبان, pronunciado /ʕɔsˤbɑːn/; en francés osbane) es un embutido típico de la gastronomía de varios países árabes, incluyendo Egipto, Argelia, Túnez y Libia. Es una especie de salchicha rellena con una mezcla de arroz, hierbas, cordero, hígado picado y corazón. Este plato generalmente se sirve junto con la comida principal de arroz o cuscús, a menudo en ocasiones especiales.
Existen varias variedades de osban, y las hierbas y especias utilizadas pueden variar, pero generalmente incluyen pimienta roja, pimienta negra, cúrcuma y canela, así como menta seca, perejil y eneldo. Esto se agrega a la cebolla de primavera, el tomate, aceite vegetal y arroz. La mezcla se rellena en intestinos de ovejas o en tripas comerciales para salchichas, y luego se atan los extremos con hilo. Las salchichas se cocinan durante una hora en una olla y luego se doran en una sartén o horno.